# The Lady in Ermine
The Lady in Ermine est un film américain réalisé par James Flood et sorti en 1927.

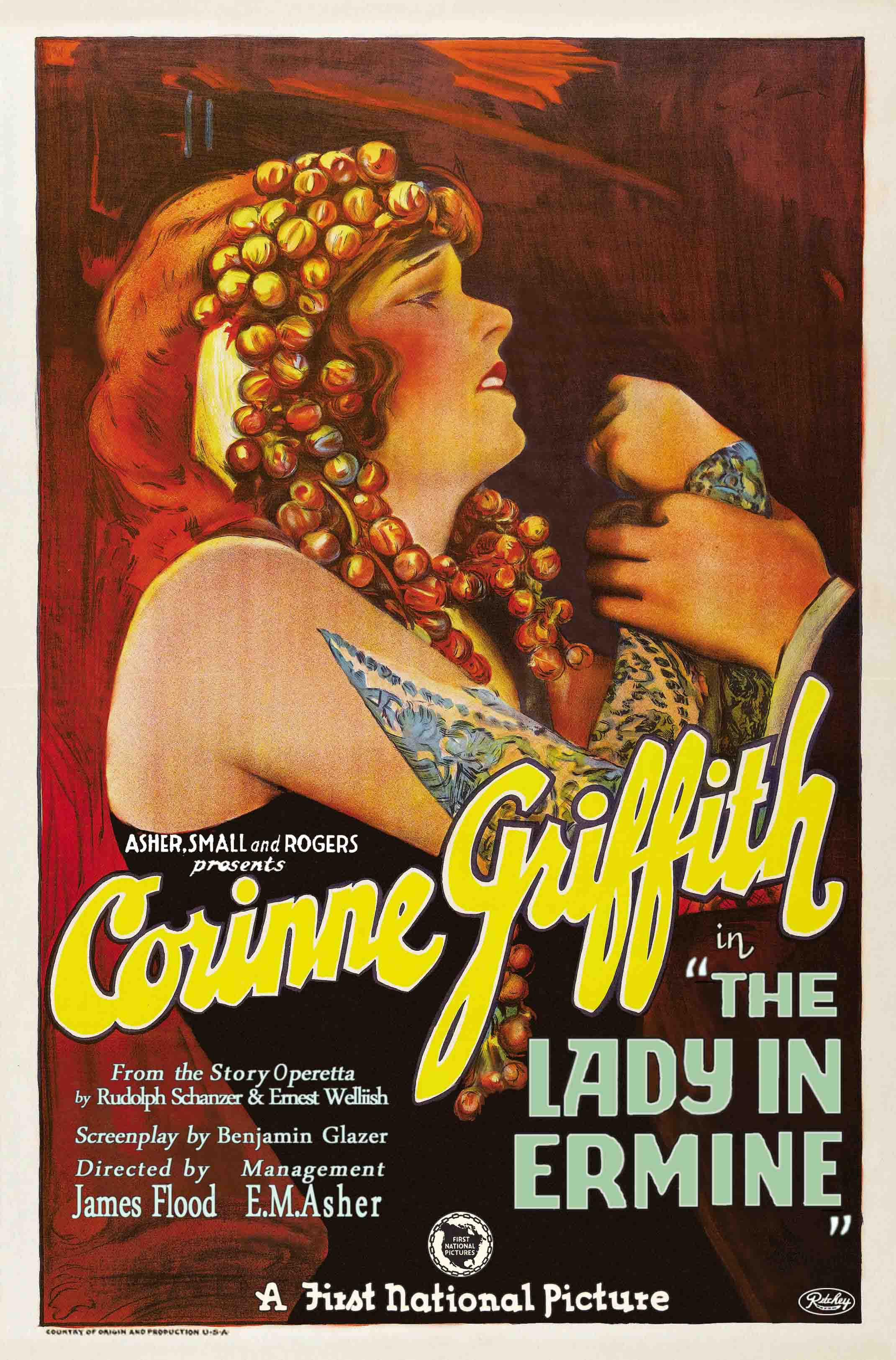
Affiche du film.

Il a fait l'objet d'un remake en 1948 par Ernst Lubitsch et Otto Preminger, La Dame au manteau d'hermine.

## Fiche technique
- Réalisation : James Flood
- Scénario : Benjamin Glazer d'après l'opérette d'Ernst Welisch & Rudolph Schanzer Die Frau im Hermelin (1919)[1]
- Productrice : Corinne Griffith
- Photographie : Harold Wenstrom
- Distributeur : First National Pictures
- Durée : 7 bobines
- Date de sortie : 1er janvier 1927

## Distribution
- Corinne Griffith : Mariana Beltrami
- Einar Hanson : Adrian Murillo
- Ward Crane : Archduke Stephan
- Francis X. Bushman : Gen. Dostal
- Jane Keckley : Mariana's maid
- Bert Sprotte : Sergeant Major